# Sukyo Mahikari

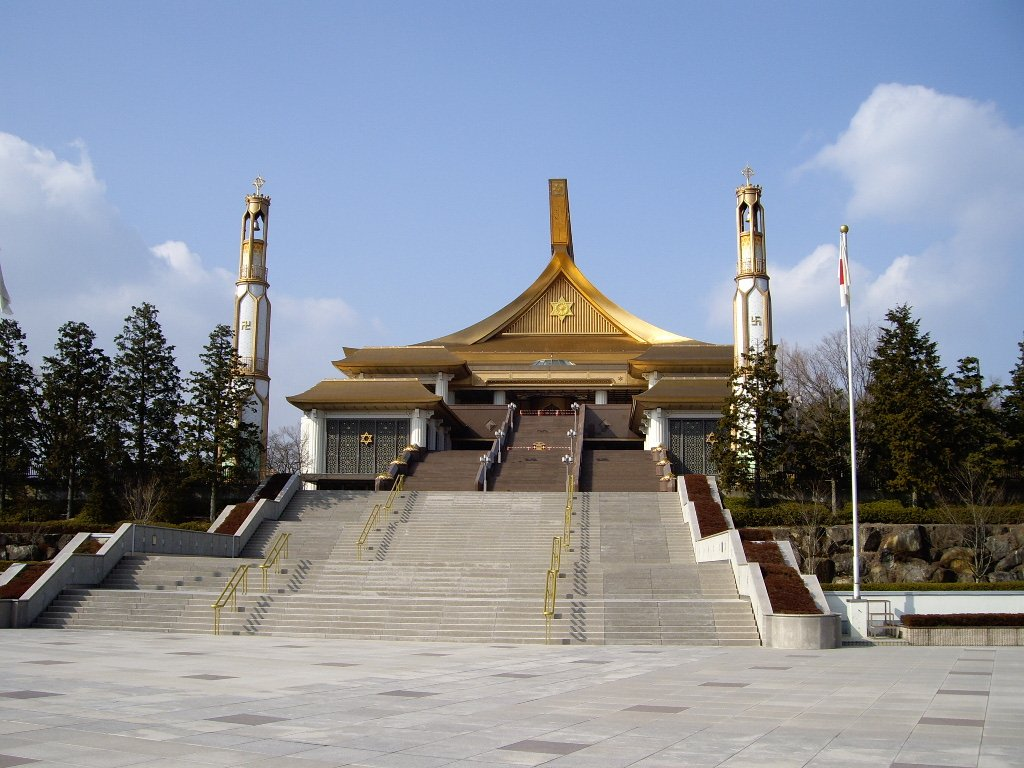

Llum de la Veritat (en japonès: Sūkyō Mahikari (崇教真光) és el nom d'una organització religiosa d'origen japonès, oficialment establerta en 1978. La seva seu es troba al Japó, a la ciutat de Takayama, i actualment existeixen centres de Sukyo Mahikari en més de 90 països. El Sukyo Mahikari va ser establert el 1978 per Keiyu Okada, que havia estat adoptada per Yoshikazu Okada (anomenat respectuosament "Sukuinushisama").

## Seus
El nivell jeràrquic a les seus de Sukyo Mahikari funciona de la següent manera: 
- Centre Regional: Shidobu
- Seu de Grau Superior: Dai Dojo
- Seu de Grau Intermedi: Chu Dojo
- Seu de Grau Bàsic: Sho Dojo
- Pre Seu: Jun Dojo

Existeixen també altres tres categories que bàsicament són locals, centres o locals més petits que els anteriors i de nivell més baix jeràrquicament, els quals són anomenats: 
- Okiyome Sho
- Renraku Sho
- Sala de pràctiques (centre no oficial)

També posseeixen Centres regionals per als diversos sectors o regions anomenats "Shidobu" que jeràrquicament es troben per sobre dels dojos o centres esmentades anteriorment però d'una manera merament administrativa i orientacional, ja que un conjunt de seus conformen un Shidobu.
Les seus es classifiquen depenent del nombre de practicants actius de cadascuna i dels requeriments del sector.